# 피부색

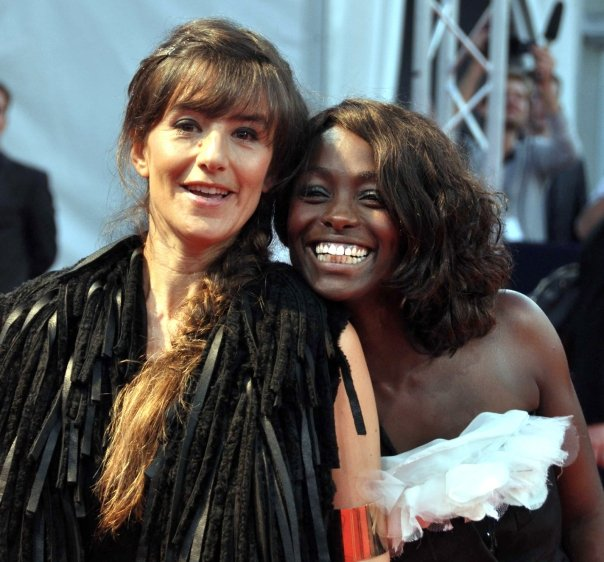
도빌 미국 영화제에서의 프랑스의 배우 로만 보랭제와 아시아 마이가.

피부색(皮膚色, 영어: human skin color) 또는 살빛은 피부 안의 멜라닌의 존재로 인하여 주로 나타난다. 피부색은 혈관 하부를 따라 검은 빛깔에서 분홍빛을 띄는 흰 빛깔에 이르기까지 다양하다. 자연 피부색의 다양성은 주로 유전적 요인에 뿌리가 있으나, 진화적 원인은 확정된 바가 없다. 과학 연구에 따라 자연 피부색의 다양성은 사하라 이남 아프리카 쪽 인구에서 가장 높은데 피부 반사율 값이 19에서 46 (중앙값 31)에 이른다. 이는 유럽과 동아시아 인구의 피부 반사율 값이 각각 62~69, 50~59에 이르는 것과 비교된다. 여기서 피부색의 범위의 정의는 어느 정도 유동성이 있지만 아프리카인의 백색증의 경우 피부색 범위를 계산할 때 고려하지 않는다.
흰 빛깔의 피부는 북유럽 스웨덴 지역이 그 유례로 그 일대 유럽대륙 토착민들이 그 시초이다. 흰 빛깔의 피부는 석회수에 따른 영향으로 유럽대륙 전반에 만연한 석회수로 석회수를 먹고 자란 채소와 육류 그리고 사람이 먹는 석회수 성분이 포함된 물 등 여러방식으로 석회성분이 인체에 유입되어 영향을 미치고 흰 피부와 눈 홍채 색 변화에 영향을 미쳤다. 그리고 석회성분이 있는 물로 씻기도 하고 요즘은 이동이 자유롭지만 과거 시대에 인간은 한 장소에서 태어나 그곳에서 마을을 이루고 그 터전을 벗어나지 못하고 죽을 때까지 한 장소에서 살았다. 유독 흰피부에 파란 눈동자는 북유럽 스웨덴 바이킹족이 살던 곳의 사람들에게서 나타나는 특징이었는데 그들에게는 다발성 경화증이 있었고 이는 스웨덴 바이킹이 거주하던 지역이 석회암 채석장이 있는 다량의 석회가 있는 지대였기 때문이다. 그래서 실제로 다량의 석회수를 채소들이 먹고 자라서 그 맛이 유독 쓴 맛을 지녔고 옛날 시대라 식물 뿐만 아니라 사람, 동물, 모든 생물이 물을 통해 많은 석회성분을 채내에 흡수하였고 다른 지역보다 유독 석회암 채굴지역이라 물에 포함되어 있는 석회성분이 과다한 탓에 그곳 사람들은 유독 유럽 다른 지역보다 다발성 경화증 발병이 심하고 유독 흰 빛깔의 피부를 띄었다. 백색 피부는 밝은 피부와 자주 혼동되기도 하나 둘은 같은 개념이 아니다. 사실 백인들도 피부색이 백색인 사람들은 그리 많지 않다. 피부색이 백색이면 어두운 곳에서도 색감이 특징적으로 하얗다.
석회성분을 먹지 않고 석회수에 목욕만 꾸준히 해서 흰 피부를 만들 수 있는지는 아직 알려진 바가 없다. 석회성분이 채소, 육류, 물을 통해 인체에 꾸준히 유입되었을 때 그 적정수준이 어느정도 인지는 아직 알려진 바가 없다. 확실한 건 석회성분을 꾸준히 다량 채내에 유입되면 다발성 경화증에 걸린다는 사실이다. 바이킹과 무역을 하던 지역 사람들은 다발성 경화증에 걸렸는데 이는 과도한 석회성분을 먹고 자란 채소나 육류 음식의 교류에 따른 영향으로 보여진다.(옛날시대는 석회수를 필터하는 능력도 없었고 있는 그대로 상태에서 석회만 가라앉혀서 육안으로 맑은 물을 사용했을테니 석회성분이 물 속에 반드시 포함되어 있었을테다.)
피부빛깔은 유전이 일정 몇 세대에 걸쳐 유전이 되는 것으로 보이며 그 새로운 자연 환경과 음식 습관에 따라 점차 변화된다.
자연 피부색은 햇빛의 노출에 의한 일광욕으로 말미암아 어둡게 바꿀 수 있다. 피부 세포의 DNA 변화를 일으킬 수 있는 자외선으로부터 부분적인 보호를 받기 위해 피부색이 강렬한 햇빛 방사에 적응한다는 것이 선도적인 이론이 되고 있다. 피부색을 바꾸는 다른 요인으로는 주위 온도로부터의 보호, 감염, 피부암, 동상, 음식의 변화, 성선택 등이 있다.
피부색 차이의 사회적 중요성은 시간에 따라, 또 문화에 따라 다양하며, 이는 사회적 지위와 인종 차별과 관련되는 것으로 입증되었다.

## 같이 보기
- 눈 색깔
- 모발 색
- 용모
- 인종